# Ophioglossum spruceanum
Ophioglossum spruceanum là một loài dương xỉ trong họ Ophioglossaceae. Loài này được F mô tả khoa học đầu tiên năm 1869.
Danh pháp khoa học của loài này chưa được làm sáng tỏ. 